# Jakub Przeworski

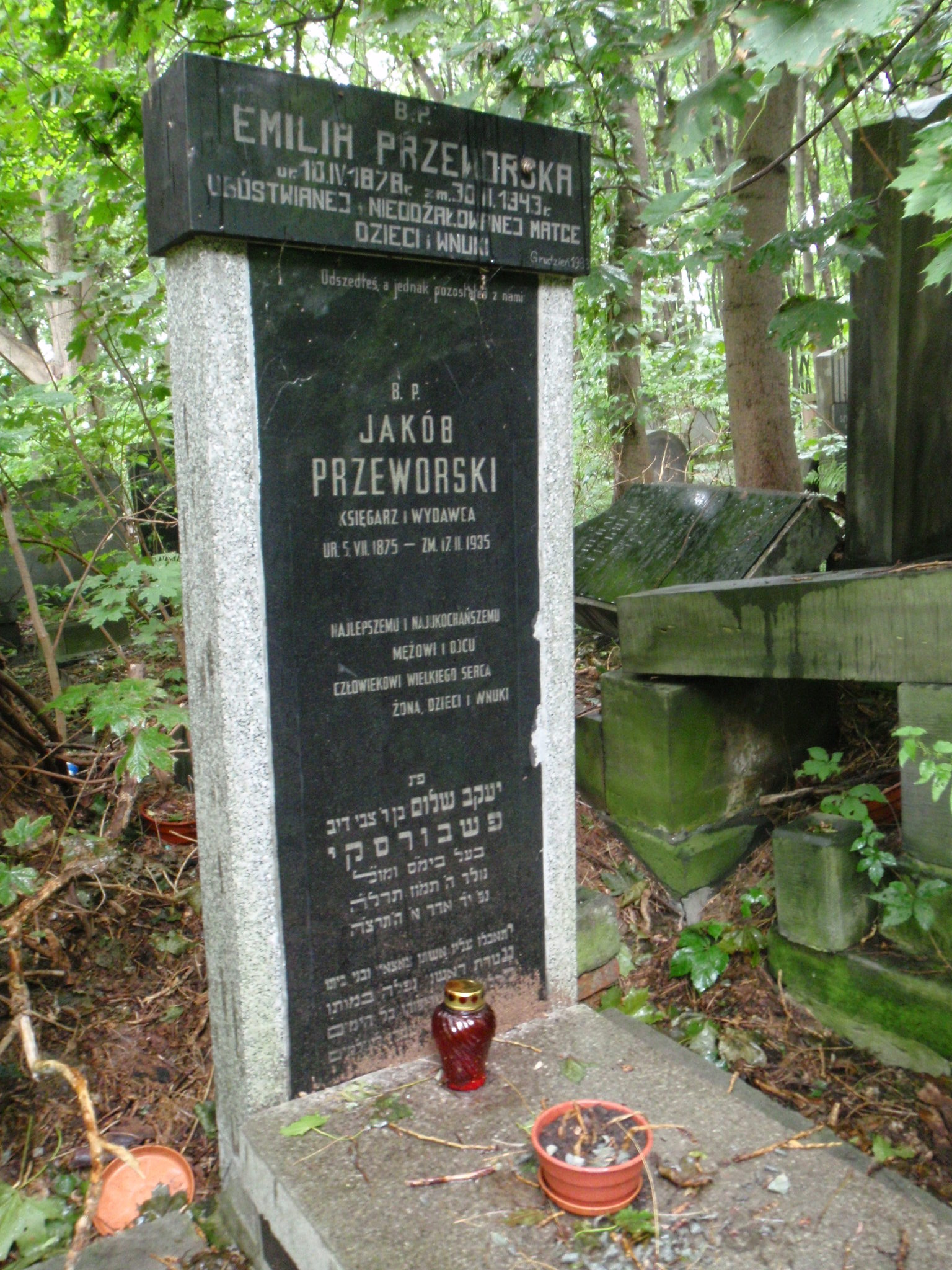
Grób Jakuba Przeworskiego na cmentarzu żydowskim przy ulicy Okopowej Warszawie

Jakub Przeworski (ur. 5 lipca 1875 w Przeworsku, zm. 17 lutego 1935 w Warszawie) – polski wydawca i księgarz pochodzenia żydowskiego.

## Życiorys
Początkowo uczył się w Tarnowie. W latach 1890–1900 w Warszawie był praktykantem, tam również od 1903 prowadził antykwariat. Przewoził do Poznania, Lwowa i Krakowa trudno dostępne, zakazane przez zaborców książki. Był także inicjatorem i organizatorem kolportażu książek na wsi.
Od roku 1933 prowadził działalność wydawniczą. Publikował książki z dziedziny filozofii, socjologii, historii i kultury, w tym biografie, powieści i poezję. Działalność tę kontynuował jego syn – Marek (1903-1943).
Został pochowany obok żony – Emilii (1878-1943) na cmentarzu żydowskim przy ulicy Okopowej w Warszawie (kwatera 6, rząd 5).